# Hiszpański kryzys konstytucyjny

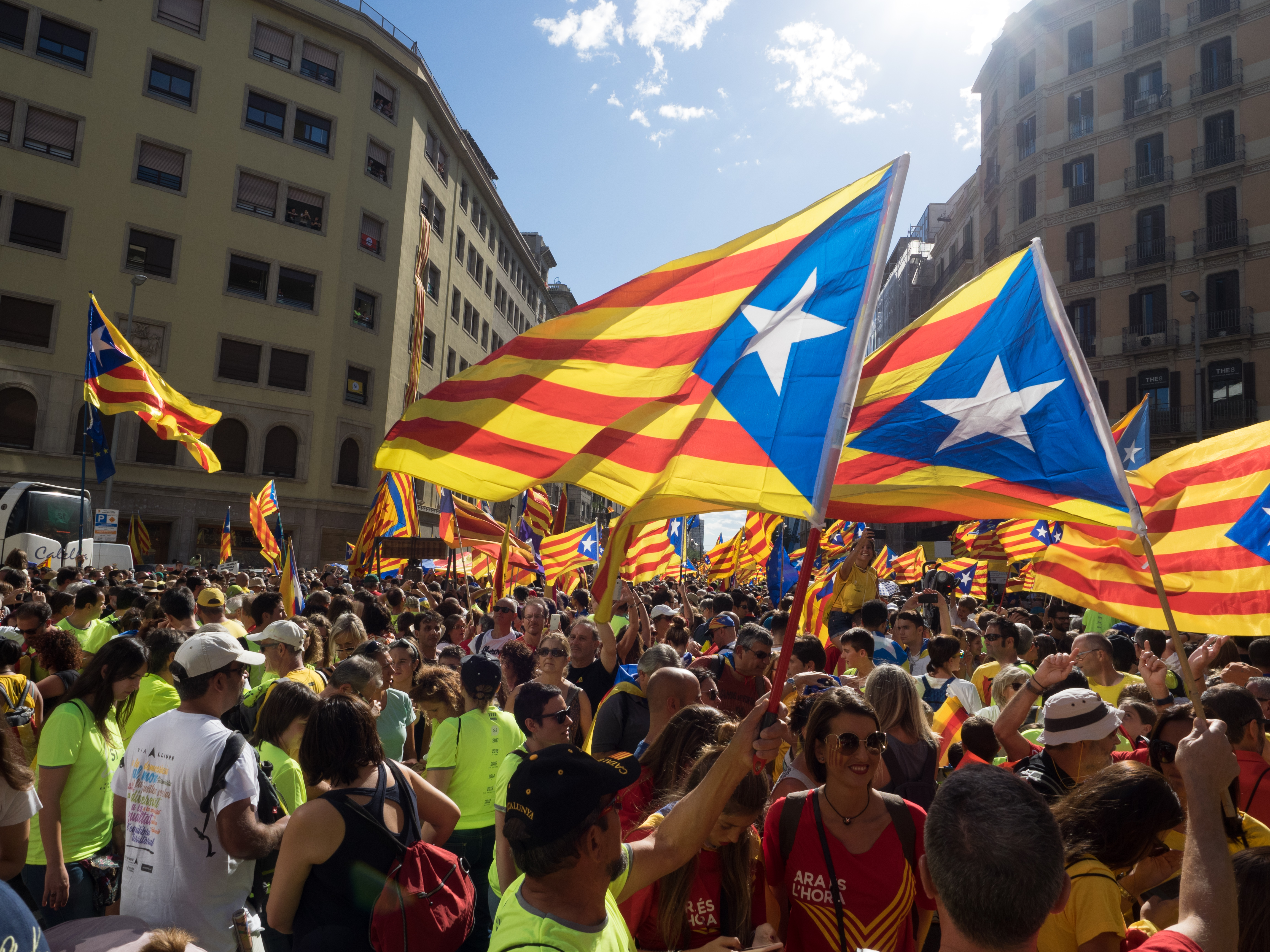
Manifestacja poparcia niepodległości Katalonii. Barcelona, 11 września 2017

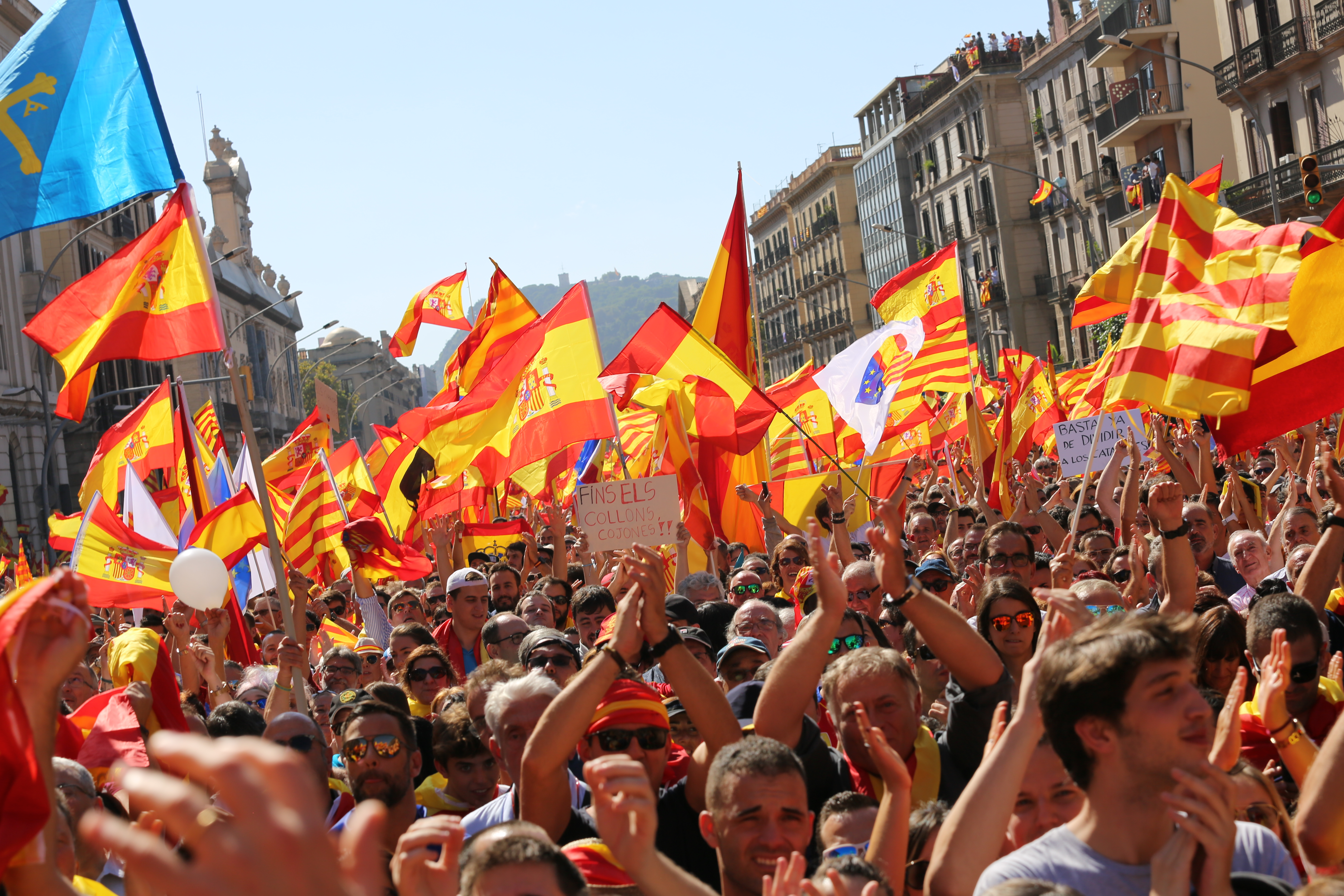
Manifestacja poparcia jedności Hiszpanii. Barcelona, 8 października 2017

Hiszpański kryzys konstytucyjny – kryzys polityczny w Hiszpanii w 2017 r. związany z dążeniami separatystów katalońskich do secesji i utworzenia Republiki Katalonii. Kryzys rozpoczął się od zapowiedzi i ogłoszenia referendum w sprawie niepodległości Katalonii 6 września 2017 r. Referendum odbyło się 1 października 2017 r., wzięło w nim udział 2,28 mln osób z 5,3 mln uprawnionych. Frekwencja wyniosła 42,3%. 90 procent z nich, czyli 27 procent całej ludności Katalonii lub 38 procent wszystkich uprawnionych do głosowania, opowiedziało się za niepodległością regionu. Hiszpańska policja czuwała nad prawidłowym przebiegiem referendum (844 rannych). 
10 października 2017 szef autonomicznego rządu Katalonii Carles Puigdemont podpisał deklarację niepodległości republiki Katalonii.
21 października 2017 premier Hiszpanii Mariano Rajoy zapowiedział uruchomienie artykułu 155 hiszpańskiej konstytucji oraz tymczasowe zawieszenie autonomii Katalonii.
27 października 2017 autonomiczny Parlament kataloński zagłosował za ogłoszeniem niepodległości. Za ogłoszeniem niepodległości Katalonii było aż 72 posłów, a przeciw 10. Dwóch katalońskich parlamentarzystów oddało natomiast puste kartki do głosowania.
W odpowiedzi na głosowanie parlamentu katalońskiego, 27 października 2017 po kolejnym nadzwyczajnym posiedzeniu rządu hiszpańskiego Mariano Rajoy ogłosił szczegółowe środki, jakie zostaną zastosowane wobec Katalonii w ramach artykułu 155. Poinformował, że odwołuje regionalny rząd. Rozwiązał także kataloński parlament i od razu podał datę przyspieszonych wyborów regionalnych. Mają się one odbyć 21 grudnia.
30 października odwołany przewodniczący autonomicznego rządu Katalonii Carles Puigdemont i czworo byłych ministrów rządu Katalonii wyjechało do Belgii. Na wniosek hiszpańskiego prokuratora generalnego 3 listopada sąd w Madrycie wydał w stosunku do Puigdemonta europejski nakaz aresztowania. Nakazy aresztowania dotyczą również czworo członków autonomicznego rządu Katalonii, Antoniego Comin, Clary Ponsati, Meritxella Serrat oraz Lluisa Puig, którzy wyjechali z Puigdemontem do Belgii. W Hiszpanii 2 listopada 2017 zostało tymczasowo aresztowanych ośmiu innych byłych ministrów katalońskich pod zarzutami m.in. wszczęcia buntu. Wśród nich znalazł się zastępca Puigdemonta i szef lewicy katalońskiej - Oriol Junqueras.
W nakazanych przez rząd Hiszpanii przyspieszonych wyborach samorządowych w Katalonii zwycięstwo odniosła centroprawicowa, lojalistyczna partia Obywatele, jednak po przeliczeniu głosów na mandaty większość miejsc uzyskali przedstawiciele dwóch partii separatystycznych, a Puigdemont wymógł na obu partiach, by uznały go za wspólnego kandydata na premiera autonomicznego rządu, pomimo iż wraz z częścią nowo wybranych posłów przebywał od listopada 2017 r. poza granicami Hiszpanii, by uniknąć aresztowania, co uniemożliwiało sprawowanie mandatu posła czy premiera.